# Pałac w Wierzchowie
Pałac w Wiechrzowie – zabytkowy pałac wybudowany w XIX w. przez hr. Janusza Ilińskiego we wsi Wiechrzów, pod lasem nad rozległym stawem.

## Historia
Syn generała Iwana Fersena w 1802 r. sprzedał dobra w Wiechrzowie Józefowi Augustowi Ilińskiemu (1766–1844) posłowi, tajnemu radcy, senatorowi, generałowi polskiemu i rosyjskiemu.  Dobra te, razem z Ilińcami oraz Tajkurami, odziedziczył syn Józefa – hr. Janusz Iliński (1796–1861), senator i kawaler maltański, którego śmierć przerwała budowę pałacu. Ostatnim właścicielem był syn Janusza: hr. Aleksander Iliński, rosyjski pułkownik. On również nie podjął dokończenia dzieła ojca i budowla zaczęła popadać w ruinę.

## Architektura
Napoleon Orda niedokończony pałac uwiecznił na trzech rysunkach. Według nich pałac był budowlą dwukondygnacyjną o bardzo zróżnicowanej bryle, z elementami klasycystycznymi i neogotyckimi. W okolicy pałacu wybudowano dwukondygnacyjną oficynę na planie prostokąta, z wysokimi suterenami.

## Park
Wokół pałacu powstał ogród z parkiem angielskim, przekształcony z lasu przez słynnego ogrodnika Dionizego Miklera, profesora botaniki liceum w Krzemieńcu, twórcę parków i ogrodów na Wołyniu i Podolu.